# H. C. Robbins Landon

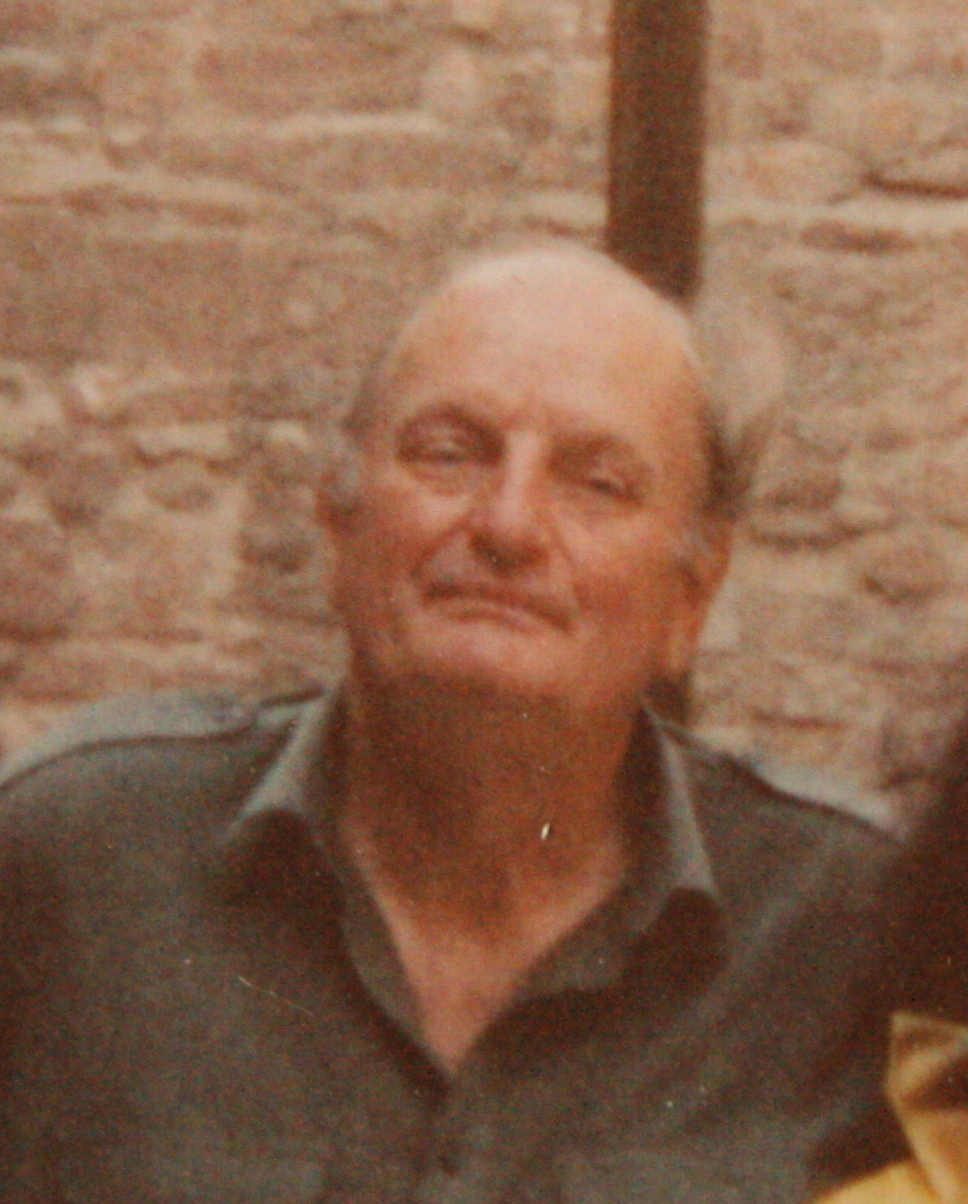
H. C. Robbins Landon

H. C. Robbins Landon (vollständiger Name: Howard Chandler [ˈt͡ʃændlɘ] Robbins Landon; * 6. März 1926 in Boston, Massachusetts; † 20. November 2009 in Rabastens, Département Tarn, Frankreich) war ein US-amerikanischer Musikwissenschaftler.

## Leben
Landon studierte Musik am Swarthmore College und der Boston University. Er übersiedelte anschließend nach Europa und arbeitete dort als Musikkritiker. Seit 1947 befasste er sich in Wien mit Joseph Haydn und galt als ausgewiesener Experte für den Komponisten. Sein Buch Symphonies of Joseph Haydn wurde 1955 veröffentlicht, gefolgt von dem fünfbändigen Werk Haydn: Chronicle and Works Ende der 1970er Jahre. Gemeinsam mit seiner Frau Christa Landon edierte er zahlreiche Kompositionen Haydns.
Landon veröffentlichte auch Arbeiten über andere Komponisten, beispielsweise Wolfgang Amadeus Mozart, Ludwig van Beethoven und Antonio Vivaldi. Er prägte den kritisch gemeinten abwertenden Begriff „Barococo“ für bestimmte Arten der stereotypen Darbietung barocker und frühklassischer Musik, da jene das „Nebenbeihören“ begünstige, was zusätzlich durch das Aufkommen der Langspielplatte gefördert wurde.
1956 unternahm Landon einen Versuch der Ergänzung der c-Moll-Messe von Mozart und 1991 dessen gleichfalls unvollendeten Requiems.
Landon, der sich unter anderem für die Etablierung der Haydnpflege in Eisenstadt eingesetzt hatte, erhielt 1989 den „Joseph-Haydn-Preis“ der burgenländischen Landesregierung.
Im Jahr 1992 wurde er als erster Musikwissenschaftler in Anerkennung für seine Vermittlung von Werk und Persönlichkeit Joseph Haydns mit dem renommierten Ernst-von-Siemens-Musikpreis ausgezeichnet.
1994 kam es zu einer Kontroverse, als mehrere Klaviersonaten aufgetaucht waren, die Landon zunächst als neu entdeckte Werke Haydns ansah, dann aber zu „Fälschungen“ erklären musste, da sie von Winfried Michel im Stile Haydns als provokante Täuschung komponiert worden waren.

## Veröffentlichungen (Auswahl)
- The Symphonies of Joseph Haydn. Universal Edition, London 1955, LOC.
- Das kleine Haydnbuch. Residenz-Verlag, Salzburg 1967. (Rowohlt, 1979, ISBN 3-499-14322-4)
- Essays on the Viennese classical style. Gluck, Haydn, Mozart, Beethoven. Barrie & Rockliff, London 1970, ISBN 0-214-66794-4.
- Beethoven. A Documentary Study. Gekürzte Ausgabe. Thames & Hudson, London 1974, ISBN 0-500-18146-2.
- Haydn. Chronicle and Works. Fünf Bände. Indiana University Press, Bloomington 1976–1980, LOC.
- 1791 – Mozart’s Last Year. Thames & Hudson, London 1988, ISBN 0-500-01411-6.
  - deutsch: 1791 – Mozarts letztes Jahr. Claassen, Düsseldorf 1988, ISBN 3-546-45904-0).
- Mozart. The golden years, 1781–1791. Schirmer Books, New York (NY) 1989, ISBN 0-02-872025-3.
- Vivaldi: Voice of the Baroque. Thames & Hudson, London 1993, ISBN 0-500-01576-7.

## Sendungen im Fernsehen
- D 795 oder Die schöne Müllerin Otto Erich Deutsch – Ein Leben für die Musik, mit H. C. Robbins Landon. Film von Claus Spahn, WDR 1983.